# Mémorandum transjordanien

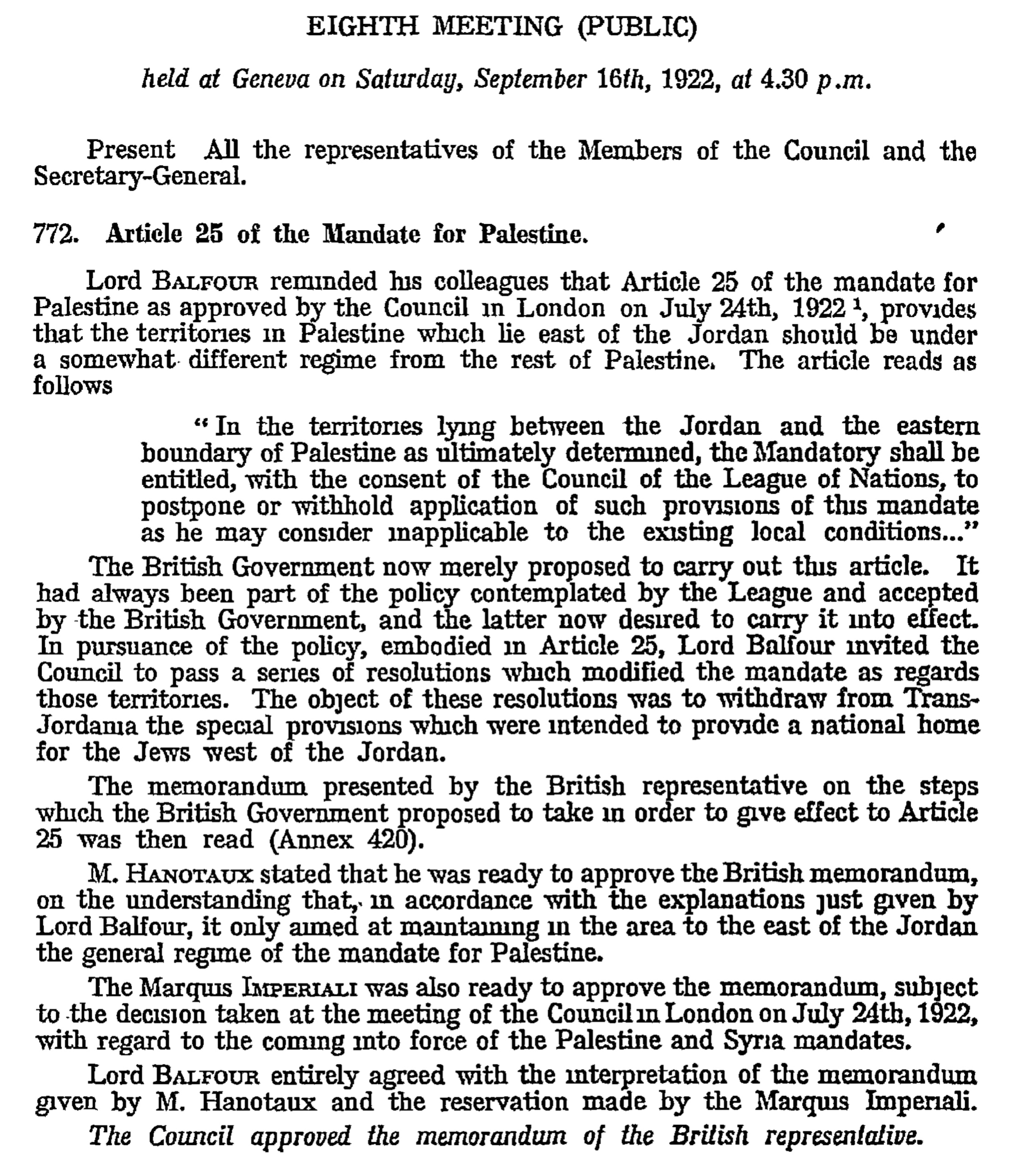
Approbation du mémorandum sur la Transjordanie au Conseil de la Société des Nations, 16 septembre 1922

Le mémorandum transjordanien était un mémorandum britannique adopté par le Conseil de la Société des Nations le 16 septembre 1922, en tant qu'addendum au mandat pour la Palestine.
Le mémorandum décrivait comment le gouvernement britannique prévoyait de mettre en œuvre l'article 25 du mandat, qui avait été rédigé lors de la conférence du Caire de mars 1921 pour inclure la Transjordanie dans le mandat sans appliquer les dispositions concernant l'implantation juive.

## Contexte

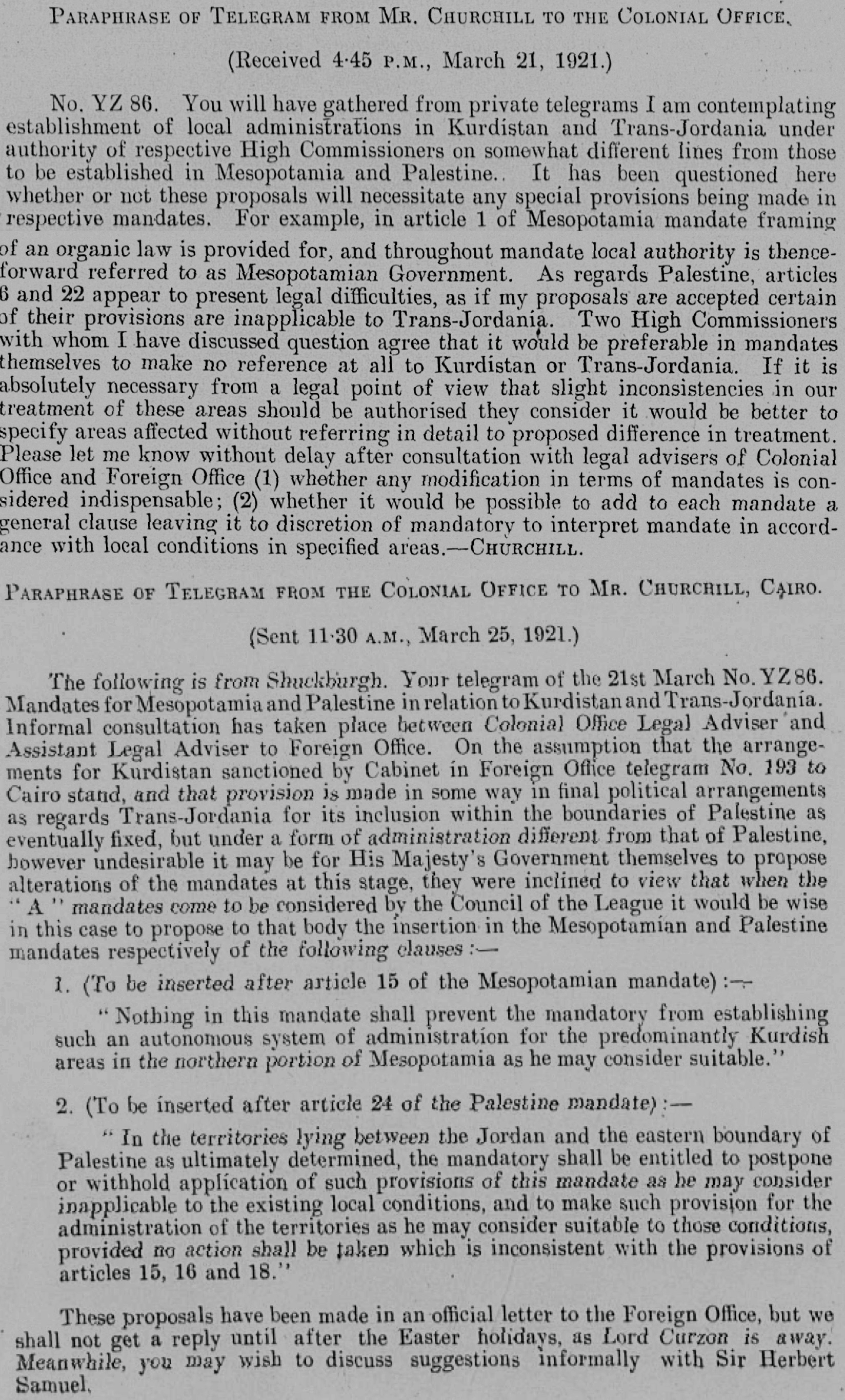
Proposition du gouvernement britannique d'inclure la Transjordanie dans le mandat palestinien via ce qui est devenu « l'article 25 »

Au lendemain de la Première Guerre mondiale, le Levant fut divisé par les Britanniques et les Français en trois régions militaires connues sous le nom d'OETA Nord, Sud et Est. L'OETA Sud comprenait à peu près ce qui est devenu la Palestine mandataire, avec une frontière orientale au Jourdain, tandis que l'OETA Est comprenait une grande partie de la Transjordanie. Des conseils locaux ont été créés en Transjordanie sous la direction britannique au début des années 1920, mais la Transjordanie n'avait pas d'administration unifiée jusqu'à l'arrivée en novembre 1920 d'Abdallah bin al-Hussein, qui fut nommé émir de Transjordanie en 1921,.
Pendant ce temps, la conférence de San Remo avait accordé à la Grande-Bretagne le mandat sur la Palestine sans en définir les frontières. Cela posait aux Britanniques le problème de savoir comment maintenir une influence contrôlante sur la Transjordanie sans l'inclure dans la « patrie juive », tout en étant perçus comme tenant les promesses faites aux Arabes. La solution adoptée a été d'inclure la Transjordanie dans le mandat sur la Palestine tout en préservant son entité politique autonome,. Cela a conduit à l'article 25 du document de mandat et au mémorandum de 1922 qui détaillait sa mise en œuvre.

### Article 25
L'article 25 du Mandat sur la Palestine autorisait l'exclusion de la Transjordanie de dispositions non spécifiées du Mandat. Le 16 septembre 1922, Lord Balfour, représentant le Royaume-Uni, rappelle au Conseil de la Société des Nations l'article 25 (qui avait été préalablement approuvé mais n'était pas encore entré en vigueur). Il a ensuite déclaré au Conseil que le gouvernement britannique se proposait désormais d'appliquer cet article, comme cela avait toujours été l'intention de la Société des Nations et du gouvernement britannique. Il a ensuite présenté un mémorandum pour approbation
Dans les territoires s’étendant entre le Jourdain et la frontière orientale de la Palestine, telle qu’elle sera définitivement fixée, le Mandataire aura la faculté, avec le consentement du Conseil de la Société des Nations, de retarder ou de sus pendre l’application des stipulations du présent mandat qu’il jugera inapplicables à raison des conditions locales existantes, et de prendre, en vue de l’administration de ces territoires, toutes les mesures qu’il estimera convenables, pourvu qu’aucune de ces mesures ne soit incompatible avec les stipulations des articles 15, 16 et 18.

## Frontières
Le décret palestinien d'août 1922 a donné au Haut-Commissaire le pouvoir de définir la frontière entre les territoires de Transjordanie et de Palestine. La définition résultante a été copiée textuellement dans le mémorandum de septembre, :

« Tout territoire situé à l'est d'une ligne tracée à partir d'un point situé à deux milles à l'ouest de la ville d'Aqaba sur le golfe de ce nom jusqu'au centre de l'Oued Arabah, de la mer Morte et du Jourdain jusqu'à sa jonction avec la rivière Yarmouk : de là jusqu'à du centre de ce fleuve jusqu'à la frontière syrienne. »

## Exclusions et application du mandat
Le mémorandum mentionnait comme exclusions les articles 4, 6, 13, 14, 22, 23, ainsi que des parties du préambule et des articles 2, 7 et 11, y compris les articles du Mandat concernant un foyer national juif. Il se terminait par :

« Dans l'application du mandat à la Transjordanie, les mesures qui, en Palestine, sont prises par l'administration de ce dernier pays seront prises par l'administration de la Transjordanie sous le contrôle général du mandataire. Le gouvernement de Sa Majesté accepte l'entière responsabilité du mandat pour la Transjordanie et s'engage à ce que les dispositions qui pourraient être prises pour l'administration de ce territoire conformément à l'article 25 du mandat ne soient en aucune façon incompatibles avec les dispositions du mandat qui ne sont pas déclarées inapplicables par la présente résolution. »

À partir de ce moment, la Grande-Bretagne a administré la partie située à l'ouest du Jourdain comme la Palestine, et la partie située à l'est du Jourdain comme la Transjordanie. Techniquement, ils restaient un seul mandat couvrant 2 territoires, mais la plupart des documents officiels y faisaient néanmoins référence comme s'il s'agissait de deux mandats distincts. En mai 1923, la Transjordanie obtint l'autonomie interne avec Abdallah Ier comme dirigeant et Harry St. John Philby comme représentant en chef.